# Tuvstarr (sagofigur)
För växten Tuvstarr (Carex cespitosa), se Tuvstarr.

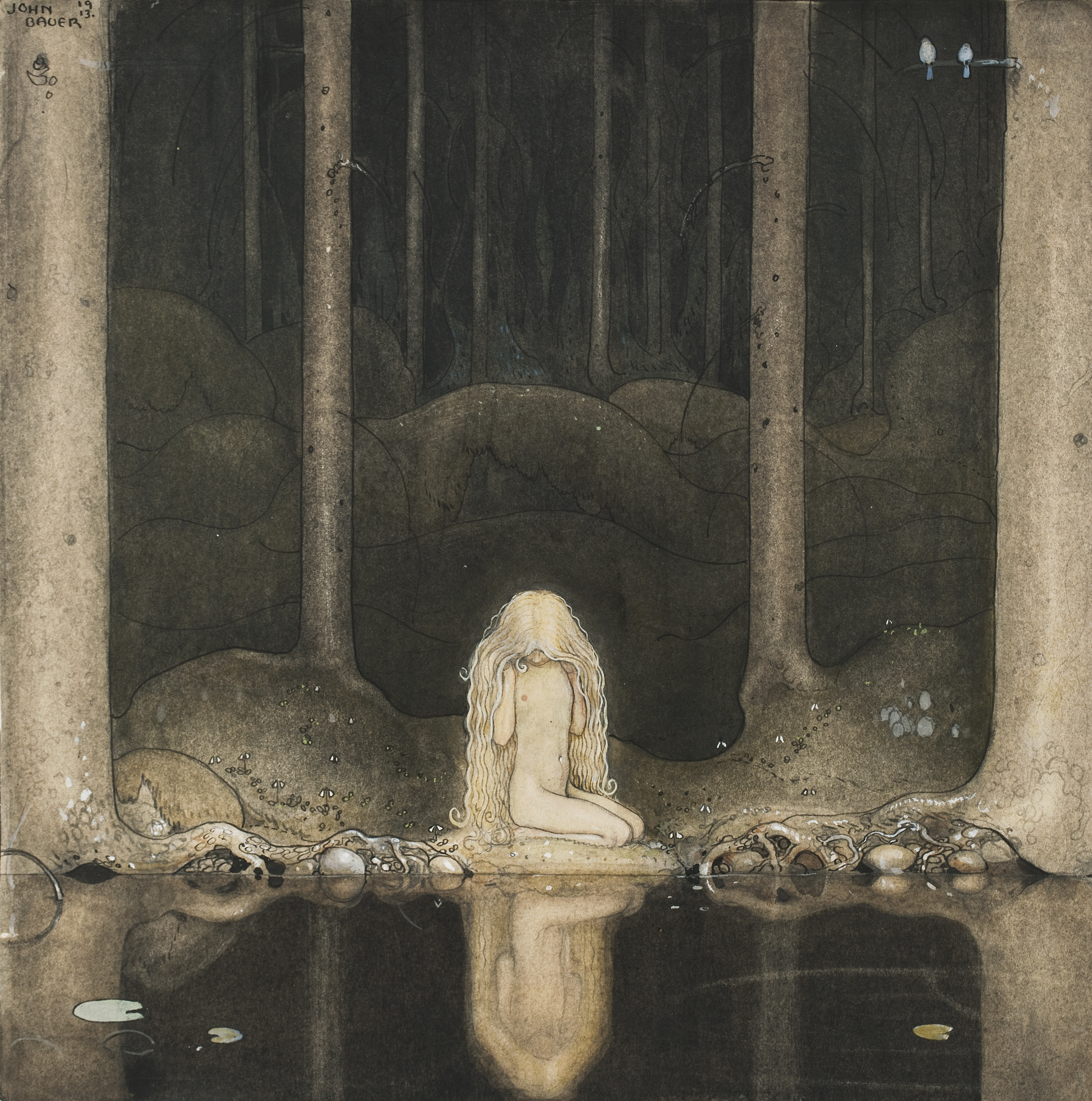
Ännu sitter Tuvstarr kvar och ser ner i vattnet från 1913 av John Bauer.

Tuvstarr är huvudpersonen i Helge Kjellins Sagan om älgtjuren Skutt och lilla prinsessan Tuvstarr, som publicerades i årsboken Bland tomtar och troll 1913. Sagan illustrerades av John Bauer, vars målningar av Tuvstarr har blivit mer kända än själva sagan.

## Berättelsens huvuddrag
Kjellins saga handlar om prinsessan Tuvstarr, som lockas ut att se världen utanför sina föräldrars slott. Hon får älgtjuren Långeben Skutt att bära henne ut i världen. Älgtjuren varnar henne för all ondska som kan drabba prinsessan, men bär henne trots det ut i skogen.
I skogen möter prinsessan representanter för det vilda: älvorna, skogsrået och skogstjärnen. Till var och en av dem förlorar hon något av de tre tecken på sin värdighet som prinsessa som hon bär med sig: prinsesskronan, den vita klänningen och ett halssmycke i guld.

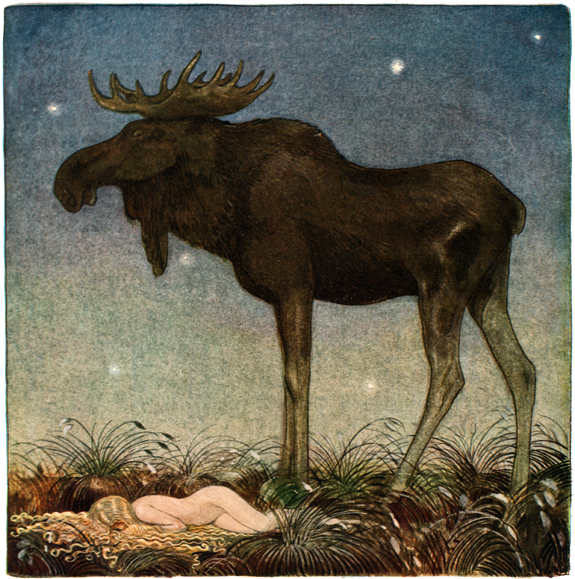
Långeben Skutt fungerar som Tuvstarrs beskyddare, men är också den som bär henne ut i den farliga skogen. John Bauer (1913)

Tuvstarr stannar vid skogstjärnen, sittande vid stranden. När Långeben Skutt passerar tjärnen på nytt är Tuvstarr borta, men på platsen växer en liten vit blomma som får namnet tuvstarr.

## Kjellins saga
Författaren Helge Kjellin var vid tiden för sagans tillkomst konsthistoriker och forskare, med specialisering på medeltida kyrkokonst. Sagan om älgtjuren Skutt och lilla prinsessan Tuvstarr förekommer i 1913 års upplaga av Åhlén & Åkerlunds Förlag AB sagosamling Bland tomtar och troll. Samlingen var årligen återkommande, med utgivning runt juletid. 
En tänkbar inspiration för Kjellin är myterna om gudinnan Inanna, som också förlorar sina attribut kronan, klänningen och halssmycket när hon stiger ned till underjorden. Till skillnad från Tuvstarr vänder dock Inanna om, och återuppstår, segrande. Kjellins berättelse har därför tolkats av en etnolog som att en stark kvinnogestalt inte passade in i tidsandan, och att Tuvstarr borde ha känt till sina begränsningar som kvinna och stannat i slottet.

## Bauers illustrationer
John Bauer illustrerade Bland tomtar och troll åren 1907–1910 och 1912–1915.
Bauers målning Ännu sitter Tuvstarr kvar och ser ner i vattnet från sagans slutscen har kommit att bli en av hans mest kända verk. Bilden har bland annat används för marknadsföring av hygienprodukter.[källa behövs] Naturskyddsföreningen har använt en redigerad version där Tuvstarr sitter bedrövad, framför ett kalhygge, som en del av sin lobbyverksamhet inom skogsbruksfrågor.
Bauer lät ofta sin fru, Ester Ellqvist, inspirera sina målningar av prinsessor och det har påståtts att Ellqvist också suttit modell till Tuvstarr.[källa behövs]
Akvarellen Ännu sitter Tuvstarr kvar och ser ner i vattnet ägs av Malmö Konstmuseum. Ett flertal andra verk med Tuvstarr som motiv ingår i samlingarna på Jönköpings läns Museum som har världens största John Bauersamling.[källa behövs]

## Källhänvisningar
1. ↑  "Sagan om älgtjuren Skutt och lilla prinsessan Tuvstarr (miniformat)". Arkiverad 23 januari 2015 hämtat från the Wayback Machine. Bonniercarlsen.se. Läst 23 januari 2015.
2. 1 2 3 4 5  Schmidt Wikborg, Emelie (2014). ”Inspirationen till sagan om Tuvstarr”. Skogshistoriska Sällskapets Årsskrift:  sid. 60–69. ISSN 1650-0962. https://skogshistoria.se/wp-content/uploads/2018/08/Årsskrift-2014-s-60-69-Emelie-Schmidt-Wikborg-Inspirationen-till-sagan-om-Tuvstarr.pdf.
3. ↑  Agnes Lidehäll (15 november 2016). ”John Bauer - ”Här är skönt och vackert..." - Uppsala auktionskammare Uppsala Auktionskammare”. Uppsala auktionskammare. https://www.uppsalaauktion.se/fokus/har-ar-skont-och-vackert-sade-hon-och-slog-ihop-handerna/. Läst 14 januari 2024.
4. ↑  ”Upp till kamp för trollen”. Naturskyddsföreningen. 6 februari 2008. Arkiverad från originalet den 7 december 2017. https://web.archive.org/web/20171207014654/https://www.naturskyddsforeningen.se/sveriges-natur/2008-1/upp-till-kamp-trollen. Läst 6 december 2017.
5. ↑  Berglund, Gunnar (2012-09-29): "Kålgården: Här fann John Bauer inspiration". Arkiverad 23 januari 2015 hämtat från the Wayback Machine. Jnytt.se. Läst 23 januari 2015.
6. ↑  Jönköpings läns museum (2009-05-08): "Esther & John Bauer - ett konstnärspar". Mynewsdesk.com. Läst 23 januari 2015.